# 안중 요금소
안중 요금소(安仲料金所, Anjung TG)는 경기도 평택시 현덕면 에 위치한 익산평택고속도로 본선 상의 요금소이다. 
2024년 12월 10일 익산평택고속도로가 개통되면서 영업을 개시했다. 관리는 서부내륙고속도로에서 하고 있다.

## 연혁
- 2024년 12월 10일 : 익산평택고속도로 개통과 함께 영업 개시.